# Maurice S. Rawlings
Maurice S. Rawlings (* 16. Mai 1922; † 5. Januar 2010 in Chattanooga) war ein US-amerikanischer Kardiologe und Buchautor. Er verfasste christliche Bücher über Nahtod-Erfahrungen.
Rawlings diente während des Zweiten Weltkrieges in der U.S. Navy und während des Koreakrieges in der U.S. Army. Rawlings war Arzt von Präsident Eisenhower und der Joint Chiefs of Staff. Er war Clinical Assistant Professor für Medizin an der University of Tennessee. Seinen Lebensabend verbrachte er in Chattanooga. Rawlings war mit Martha Emilia Rawlings verheiratet, aus der Ehe gingen fünf Kinder hervor.
Rawlings war Autor verschiedener Bücher, wie: „Jenseits der Todeslinie – Neue klare Hinweise auf die Existenz von Himmel und Hölle“ (1987), „Zur Hölle und zurück – Leben nach dem Tod“ (1996), die in mehrere Sprachen übersetzt wurden.